# Вайткус, Феликсас
Фе́ликсас Ва́йткус (лит. Feliksas Vaitkus, англ. Felix Waitkus) — американский лётчик литовского происхождения.  21—22 сентября 1935 года на самолёте Lituanica II повторил полёт С. Дариуса и С. Гиренаса, вылетев из Нью-Йорка, перелетев Атлантический океан, и собирался приземлиться на Каунасском аэродроме (сегодня этот аэродром называется аэродром им. С. Дарюса и С. Гиренаса). Из-за плохих погодных условий и перерасхода топлива, решил, что до Каунаса долететь не сможет и приземлился на поле в Ирландии, вблизи Баллинроба. Впоследствии, прибыл в Каунас (на корабле и поезде), где был встречен как герой.

## Биография
Родился 20 июня 1907 года в Чикаго. Отец родом из села Лукошайчай (Груздуйский уезд), мать Мария Станкявичюте родилась в Каунасе.
Учился в Калифорнийской авиационной школе Чикагского университета, где закончил авиационные курсы.

## Награды
Орден Витаутаса Великого III-й степени